# Myron (Bildhauer)
Myron (altgriechisch Μύρων Mýrōn; * um 500 v. Chr. oder bald danach in Eleutherai; † nach etwa 440 v. Chr.) war einer der bedeutendsten griechischen Bildhauer der griechischen Antike. Seine Hauptschaffenszeit umfasst die Jahre von etwa 480 v. Chr. bis 440 v. Chr., in denen er zahlreiche Bronzestatuen schuf, die noch Jahrhunderte nach seinem Tod gerühmt wurden. Mit seinem Hauptwerk stand er am Übergang von der Früh- zur Hochklassik der griechischen Kunst. Von seinem Werk sind keine Originale erhalten. Im reichen Denkmälerbestand römischer Marmorkopien nach griechischen Vorbildern konnten jedoch drei Statuen mehr oder weniger sicher identifiziert werden, die mit dem Werk Myrons zu verbinden sind: der Diskobol sowie Athena und Marsyas einer zweifigurigen Statuengruppe.
Geboren wurde Myron in Eleutherai, einem Grenzort Böotiens zu Attika, der am Ende des 6. Jahrhunderts v. Chr. freiwillig die eigene Souveränität zu Gunsten der attischen Staatsbürgerschaft aufgab. Seine Künstlersignatur scheint ihn als Athener ausgewiesen zu haben.
Sein Lehrmeister soll Ageladas, der auch Phidias und Polyklet ausbildete, gewesen sein. Wie für Polyklet überliefert Plinius auch für Myron die 90. Olympiade als Akme, das heißt das Jahr 420 v. Chr. Die Angabe ist problematisch und Plinius muss hier irren. Myron galt als vielseitiger Künstler, Holzschnitzer, Erzgießer und Ziseleur. Er schuf Götterstatuen sowie Heroen- und Athletenbilder, die meist in den großen Heiligtümern wie Delphi und Olympia aufgestellt waren. Unter ihnen waren am berühmtesten die Statuen des Läufers Ladas und der Diskobolos, der in römischer Zeit häufig in Marmor kopiert wurde.
Myrons berühmteste Arbeit, neben dem Läufer, dem Diskobol und der Athena-Marsyas-Gruppe, war eine Bronzekuh, die auf der Akropolis stand und später nach Rom verbracht wurde. Überhaupt scheint er dem antiken Urteil nach am überzeugendsten in der Darstellung von Tieren gewesen zu sein, während man in seinen Menschenbildern eine gewisse Härte, in seinem Werk einen Übergangsstil zu den großen Meistern des 5. Jahrhunderts erkannte.
Seitens der römischen Kunstgelehrten wird Myron attestiert, dass er – obwohl noch roh in der Darstellung des Scham- und Haupthaares wie in der älteren Kunst zuvor – als erster die Wahrheit vervielfältigt habe. Allerdings habe er (noch) nicht das Gefühl oder die Stimmung der Seele wiedergegeben; gleichwohl war er abwechslungsreicher und in der Festlegung seiner Symmetria sorgfältiger gewesen als Polyklet. Das vor dem 5. Jahrhundert v. Chr. nicht belegte Wort Symmetria meint im antiken Wortverständnis das Maßverhältnis, in dem verschiedene Aspekte ein und derselben Sache zueinander stehen, und kann auf „feucht“–„trocken“, „warm“–„kalt“, auf Gebäudeteile und Bauglieder, aber auch auf die Gliedmaßen eines Körpers bezogen werden. Symmetria ist im Gegensatz zu Asymmetria immer das „gute und richtige“ Maßverhältnis. Im Werk Myrons, vielleicht erst in seinem Spätwerk, ist also die Symmetria so weit entwickelt, dass selbst Polyklet ihn nicht erreichen konnte. Zugleich fehlte ihm noch die seelische Ausdruckskraft. Quintilian lobt an Myron die Bewegtheit seiner Statuen, mit denen er die Starre früherer Zeit mit ihren hängenden Armen und geschlossenen Füßen – gemeint sind archaische Kouroi oder Koren – überwand, und verteidigt das Werk Myrons, denn in der Kunst sei „doch gerade das Schwierige und Neue ganz besonders lobenswert.“
Eine Rekonstruktion der Athena-Marsyas-Gruppe befindet sich im Garten des Liebieghauses in Frankfurt am Main, eine weitere im Botanischen Garten in Kopenhagen.

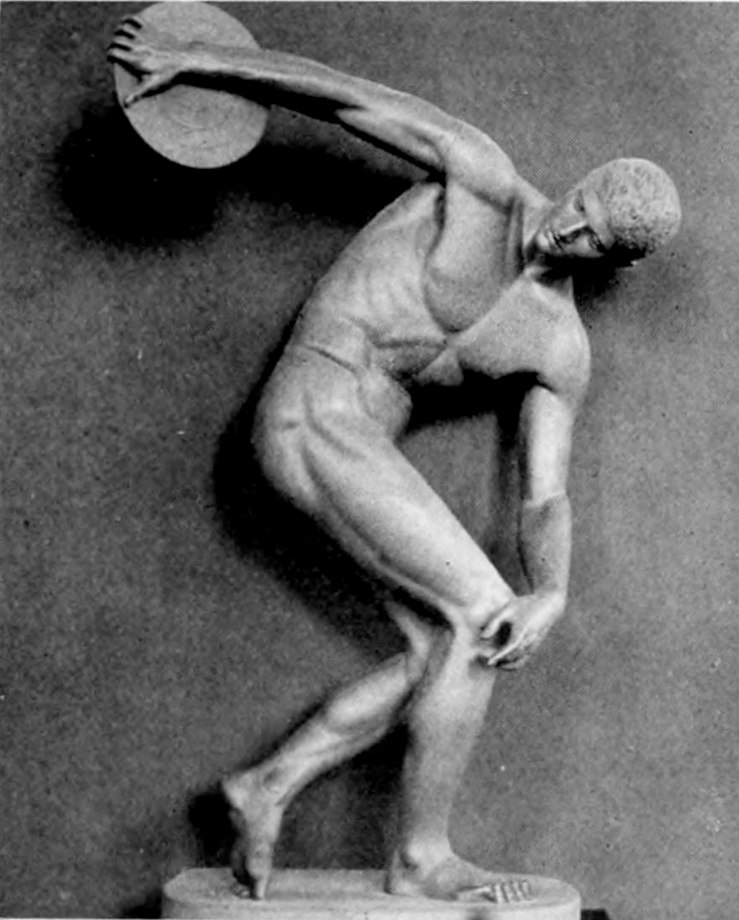
Rekonstruktion des Diskobolos
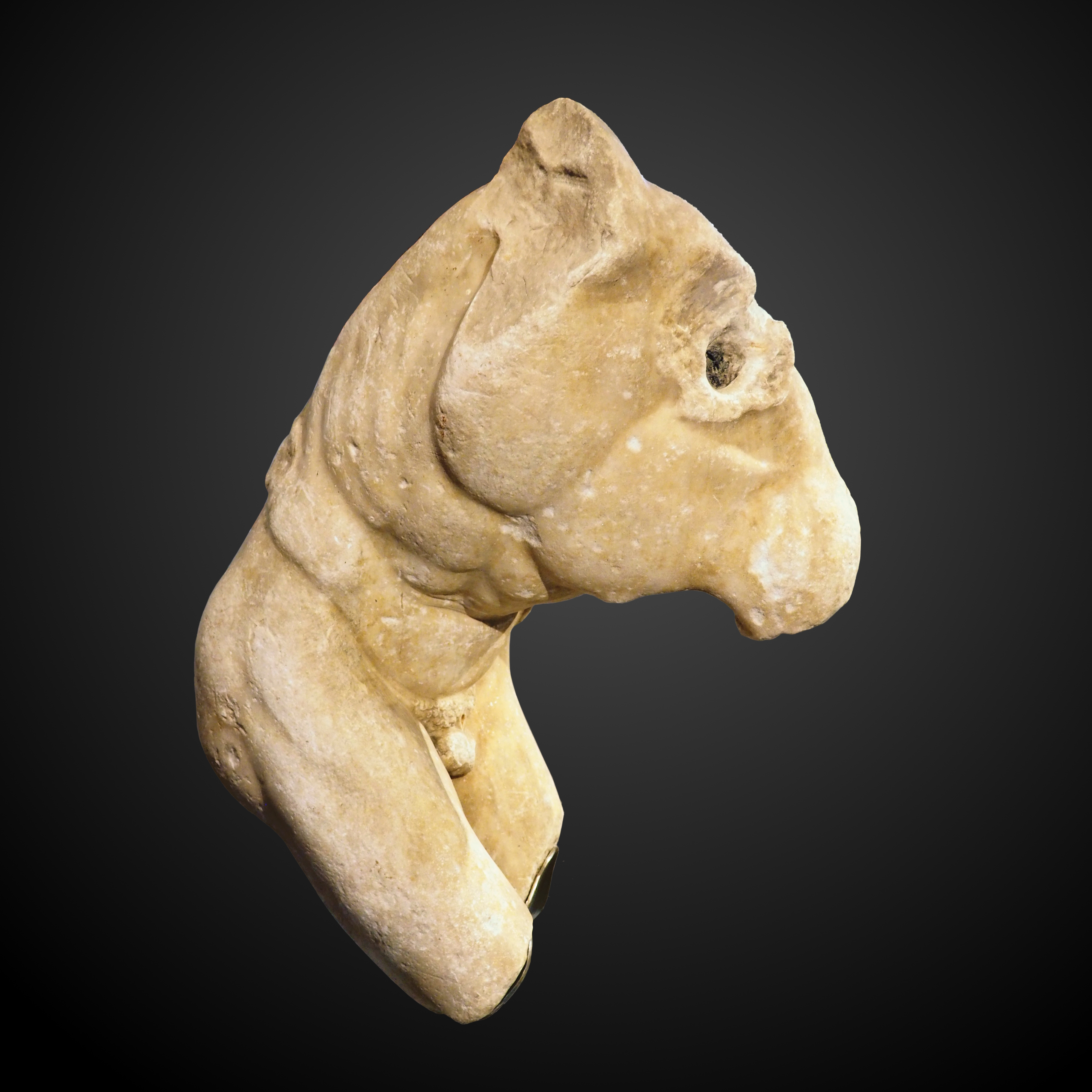
Torso des Diskobol; Musée Saint-Raymond, Toulouse
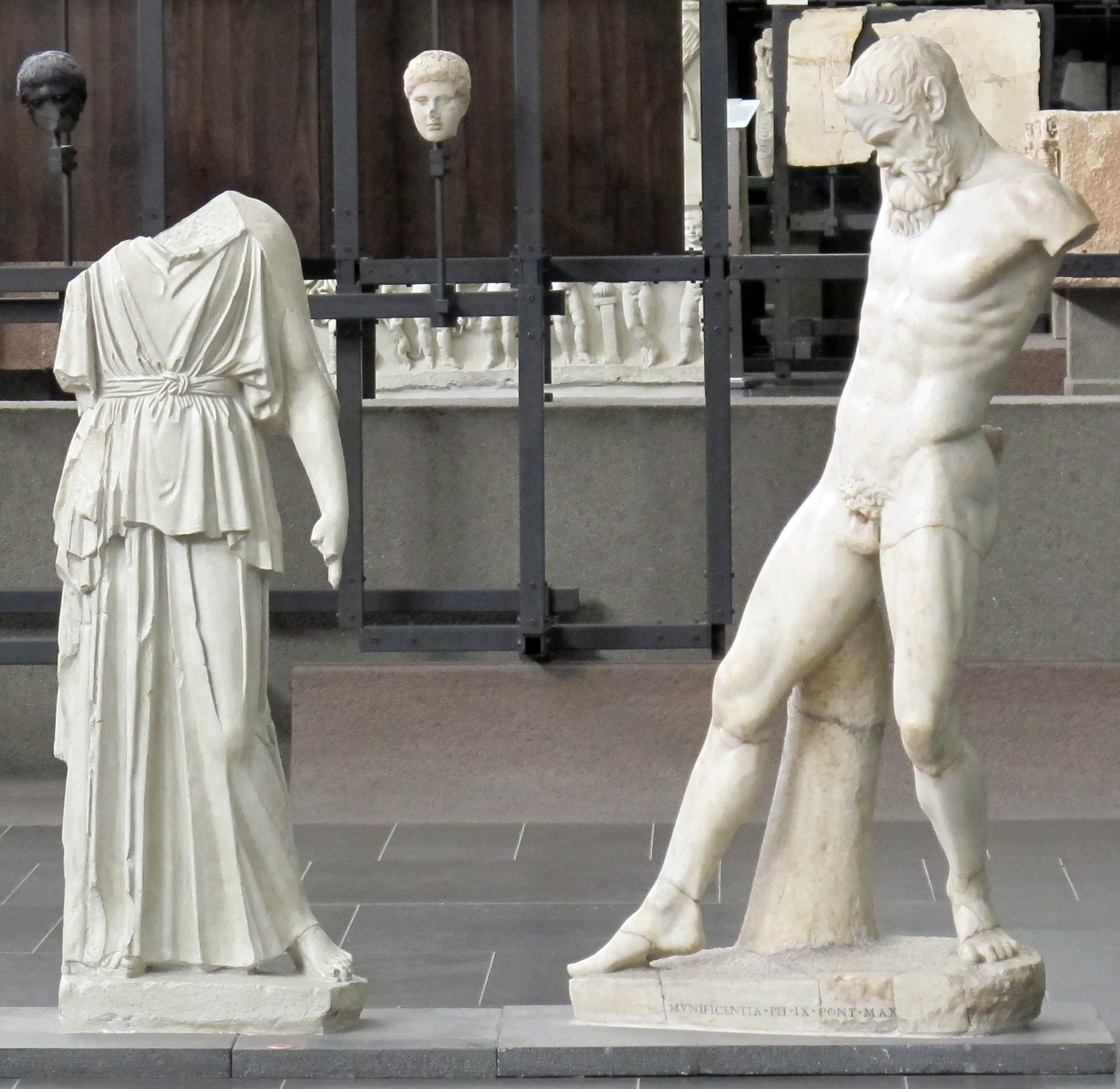
Statuengruppe der Athena und des Marsyas, Vatikanische Museen